# Carl Pulfrich
Carl Pulfrich (Sträßchen, 24 settembre 1858 – Timmendorfer Strand, 12 agosto 1927) è stato un fisico e ottico tedesco, è particolarmente noto per la sua attività di ricerca svolta nel periodo in cui lavorò per la Carl Zeiss a Iena nel corso degli anni 1880 e per aver documentato l'effetto Pulfrich, fenomeno psico-ottico che può essere utilizzato per creare un effetto 3D. Sua anche l'invenzione dello stereotelemetro, utilizzato nella seconda guerra mondiale dalla Regia Marina.

## Biografia
Carl Pulfrich nacque come primogenito da due docenti. Dopo l'istruzione al Realgymnasiums di Mülheim an der Ruhr studiò all'Universität Bonn fisica, matematica e mineralogia e nel 1881 con il lavoro Photometrische Untersuchungen über Absorption des Lichtes in isotropen und anisotropen Medien venne promosso. Dopo lo svolgimento del servizio di leva venne assunto come docente a Essen nel Gymnasium e divenne poi assistente alla Universität Bonn per Rudolf Clausius e dopo la sua morte nel 1888 per Heinrich Hertz. Dopo la sua abilitazione in fisica sperimentale Pulfrich divenne docente privato a Bonn. Ernst Abbe lo conobbe nel 1890 con l'impiego alla Carl Zeiss a Jena, dove rimase fino alla morte. Dal 1892 fu a capo della divisione strumenti di misura.
Carl Pulfrich era cieco all'occhio sinistro e non poteva avere la visione stereoscopica, ma la sua maggior opera nell'ottica riguardava proprio la visione nello spazio, la stereoscopia. Ebbe una ferita all'occhio durante la gioventù. Dopo suggerimento del collega Moritz von Rohr dal 1905 capì di soffrire di cataratta.
Pulfrich sposò nel 1891 Mathilde Doll, figlia di Max Doll (1833–1905) e sorella di Elisabeth, moglie di Heinrich Hertz. 
Morì durante le vacanze sul Mar Baltico, cadendo in acqua dalla canoa.

## Innovazioni

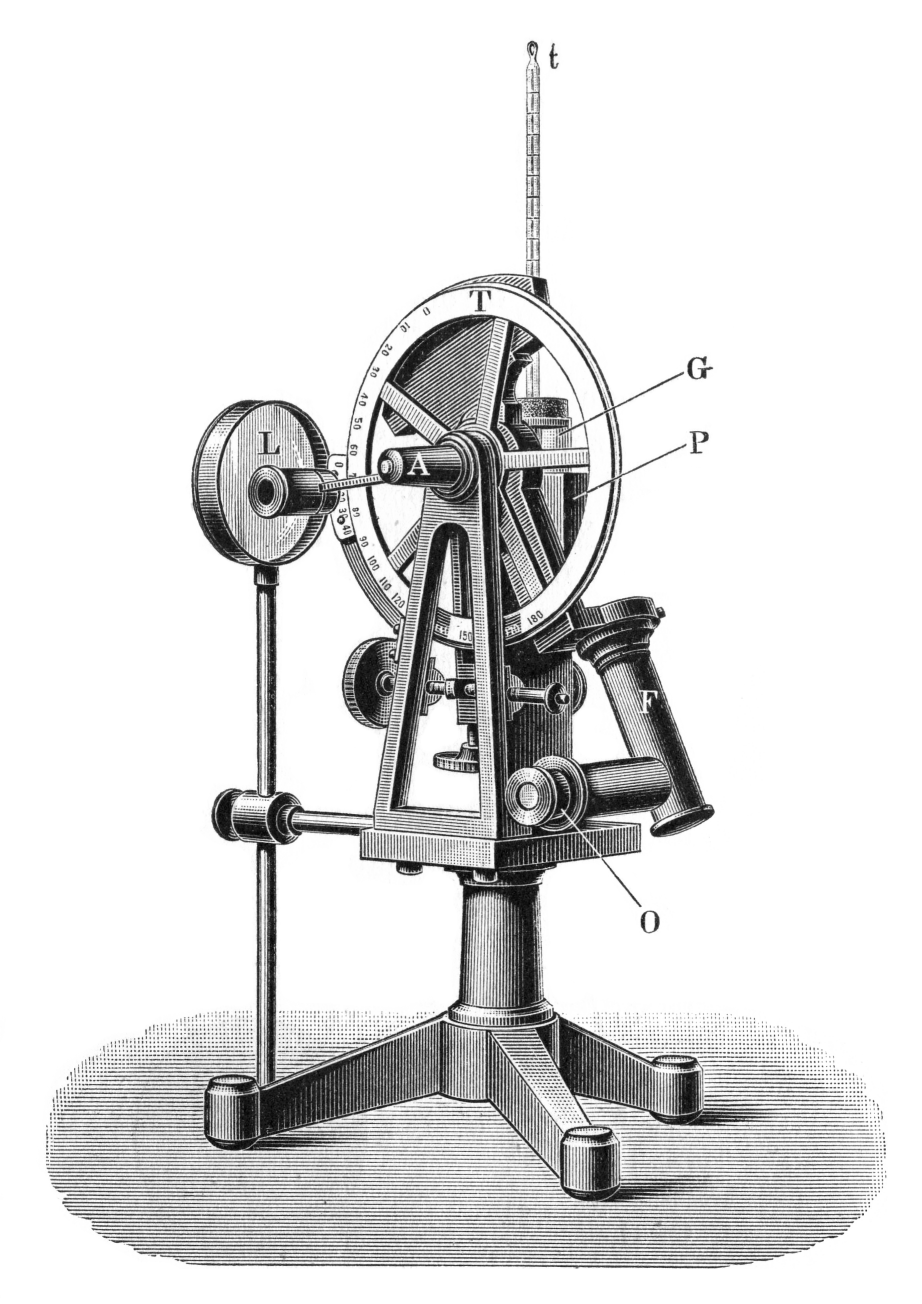
Pulfrich-Refraktometer (Holzstich 1897)

Carl Pulfrich sviluppò oltre 100 idee nel campo dell'ottica. 
Dal 1885 al 1899 si occupò di rifrattometria, fino al 1920 stereoscopia e poi fotometria. Costruì il rifrattometro di Pulfrich. Nel 1899 il primo stereotelemetro, nel 1901 lo stereocomparatore, usato con successo nella cartografia, e in astronomia. Sviluppo successivo di Eduard von Orel (1877–1941) fu lo stereoautografo, per la cartografia automatica. L'effetto Pulfrich è il risultato della sua opera in fotometria e teoria dei colori. Risultati dell'opera furono il fotometro, lo spettrofotometro e il turbidimetro.

## Onorificenze
- 1917 - Dal Governo prussiano il titolo di professore.
- 1923 - Technische Hochschule München gli concede il titolo di Ehrendoktor.
- 1926 - Membro della Deutsche Akademie der Naturforscher Leopoldina.
- Roter-Adler-Orden IV. Klasse e Offizierskreuzes del Franz-Joseph-Orden.

- 1968 La Carl Zeiss annualmente conferisce il Carl-Pulfrich-Preis.

A Jena una strada è intitolata a lui e nell'Artico vi è il Pulfrich Peak della Arctowski-Halbinsel.

## Opere
- Über eine Prüfungstafel für stereoskopisches Sehen. In: Zeitschrift für Instrumentenkunde 21, 1901, S. 249–60
- Über neuere Anwendungen der Stereoskopie und über einen hierfür bestimmten Stereokomparator. In: Zeitschrift für Instrumentenkunde 22, 1902, S. 65–81, S. 133–141, S. 178–92, S. 229–246
- Auffindung eines neuen Planeten mit Hilfe des Stereokomparators. In:  Astronom. Nachr. 159, 1902, S. 83ff
- Stereoskopisches Sehen und Messen. Gustav Fischer, Jena 1911
- Über Photogrammetrie aus Luftfahrzeugen und die ihr dienenden Instrumente. Gustav Fischer, Jena 1919
- Die Stereoskopie im Dienste der isochromen und heterochromen Photometrie. In: Die Naturwissenschaften 10, 1922, S. 553–564, S. 569–574, S. 596–601, S. 714–722, S. 735–743, S. 751–761
- Die Stereoskopie im Dienste der Photometrie und Pyrometrie. J. Springer, Berlin 1923